# Beniamino Sidoti
Beniamino Sidoti (Firenze, 16 dicembre 1970) è uno scrittore, giornalista e autore di giochi italiano che si interessa di giochi e di storie in vari modi, occupandosi di didattica ludica e di animazione alla lettura.

## Biografia
All'inizio degli anni novanta comincia la sua carriera professionale come giornalista specializzato in giochi: giochi da tavolo e giochi di ruolo. Nel 1993, assieme a Renato Genovese, Cosimo Lorenzo Pancini e Roberto Gigli è tra i fondatori della manifestazione Lucca Games, di cui è direttore fino al novembre 2000.
Nel 2000 è nominato consulente del Ministero della pubblica istruzione per l'utilizzo di giochi nella scuola. Semiologo, collabora con il Cirg, il Centro Interdipartimentale per la Ricerca sul Gioco dell’Università di Siena. Fa parte della giuria del Trofeo RiLL.
Nel 2001 pubblica il suo primo saggio sui giochi: Giochi con le storie. Modi, esercizi e tecniche per leggere, scrivere, raccontare (ed. La Meridiana), un'approfondita rassegna di giochi di narrazione cui seguirà un secondo volume. Nel 2003 esce il suo primo gioco in scatola, Prendi e porta a casa (Rose & Poison/ Dal Negro), un vivace gioco di carte in cui ci si scambiano insulti. Nel 2010 esce il suo primo libro di narrazione: Il leone mangiadisegni (ed. Zoolibri), un racconto per bambini che viene tradotto in più lingue. Nello stesso anno esce il Dizionario dei giochi (con Andrea Angiolino, ed. Zanichelli), una capillare analisi del mondo ludico sotto forma di dizionario. Ha curato due enciclopedie per grandi quotidiani: la Enciclopedia dei Ragazzi con il Corriere della Sera (De Agostini, 2006) e Il Regno Animale con la Repubblica (De Agostini 2010). Come animatore alla lettura tiene corsi nonché interventi in convegni e su riviste, oltre che una rubrica su La vita scolastica (Giunti).
Nel 2016 la manifestazione Lucca Games gli assegna il premio alla carriera.
Dal 2023 è direttore artistico del rinato Gradara Ludens Festival.

## Premi
- 2011 Personalità Ludica dell'Anno 2010
- 2016 Premio Speciale per la Carriera Ludica, Lucca Games
- 2024 GMG Award, Urbino[4]

## Opere
- Groucho Marx contro Frankenstein, la mummia e il vampiro - sulla nave pirata in mezzo alla tempesta, Qualitygame, 1996 (ed. inglese per On A Stick Publication)
- con Andrea Angiolino, Cos'è Internet, Giunti, 2000
- Giochi con le storie - Modi, esercizi e tecniche per leggere, scrivere, raccontare, La Meridiana, 2001
- con Andrea Angiolino e Luca Giuliano, Inventare destini - I giochi di ruolo per l'educazione, La Meridiana, 2003
- Prendi e porta a casa!, Rose & Poison/Dal Negro, 2003
- A prova di terremoto - laboratori e attività per la scuola, Giunti Progetti Educativi, 2005 (edizione inglese e spagnola)
- “Gioco e ludicità nel postmoderno”, in Cambi, F. (a cura di), Il Gioco in Occidente: Storia, teorie e pratiche, Armando, 2007
- Enciclopedia dei ragazzi del Corriere della Sera (direzione editoriale e curatela: tradotta in bulgaro, croato, greco e polacco)
- Il leone mangiadisegni, Zoolibri, 2010, illustrazioni di Gianluca Folì (tradotto in giapponese, coreano, francese, brasiliano, arabo, cinese e cinese semplificato)
- con Andrea Angiolino, Dizionario dei giochi ; Zanichelli, 2010; nuova edizione: Unicopli, 2022
- Human trafficking : conoscere le nuove schiavitù, Giunti Progetti Educativi, 2011
- Eccetera. Giocare con le storie per viverle, capirle, cambiarle insieme, La Meridiana, 2013
- Crescere che avventura - un percorso con la storia a partire da un grande archivio dell'infanzia, La Meridiana, 2013
- Costruire un acquedotto romano, Giunti, 2014 (collana Experia - tradotta in polacco, spagnolo, cinese)
- Straparoliere - 50 carte per giocare con l'italiano!, Giunti, 2015
- Fantascemenze, EL, 2015
- con Pino Sartorio, Ti amo tanto così, Sonda, 2015
- con Alessandra Zermoglio, Lettori in gioco - Manifesto per un movimento di genitori e promotori della lettura, Sonda, 2015
- Vinca il più scemo!, Einaudi Ragazzi, 2016
- Stati d'animo, Rrose Sèlavy, 2017, illustrazioni di Paolo Rinaldi
- Odeon Campero, con Otto Gabos, Istos, 2017
- L'elefante che non cadeva mai, illustrazioni di Lorenzo Fornaciari, Emme, 2017
- Un pezzo di pizza per la puzzola, illustrazioni di Lorenzo Fornaciari, Emme, 2019
- La volpe del colore che non c'è, illustrazioni di Lorenzo Fornaciari, Emme, 2019
- Strategie per contrastare l'odio, Feltrinelli, 2019
- Strainglese, Giunti, 2020
- Stramusichiere, con Andrea Gerratana, Giunti, 2020
- Oltre il muro, illustrazioni di Marianna Balducci, Terra Nuova, 2020
- Come funziona il gioco?, in "Psicoterapia Psicoanalitica" 1, Franco Angeli, 2021
- I pantaloni della giraffa, illustrazioni di Lorenzo Fornaciari, Emme, 2021
- con Chiara Sorrentino, Una zuppa bestiale, illustrazioni di Lorenzo Fornaciari, Emme, 2021
- Dante - Gioca con i dannati, Giunti, 2022
- Wonder - Le carte della gentilezza, Giunti, 2022
- Il ciclo dell'acqua, illustrazioni di Ignazio Fulghesu, Editoriale Scienza, 2022
- con Andrea Angiolino, Appendice al Dizionario dei giochi; Unicopli, 2022
- con Sara Marconi, La folle famiglia F. 1. Missione drone, Giunti, 2023
- Ti aspetto a San Qualcosa, Camelozampa, 2023
- Pinocchio. Cento carte per giocare, Giunti, 2023
- con Sara Marconi, La folle famiglia F. 2. Osso di dinosauro, Giunti, 2023
- Il raccoglitore di paesaggi, illustrazioni di Alessandra Di Consoli, Sabir, 2023
- Capitomboli, illustrazioni di Roberta Angeletti, Sabir, 2024
- con Sara Marconi, La folle famiglia F. 3. Caccia agli UFO, Giunti, 2024
- La scomparsa di Maresciallo. Le indagini di Italo, Albero delle matite, 2024
- Giochi, quiz e passatempi per inguaribili innamorati dei gatti, Alpha Test, 2024
- con Roberto Catania e Omar Degoli, Giochi, quiz e passatempi per inguaribili innamorati degli anni 80, Alpha Test, 2024
- Homo Agilis, Ludic, 2024
- Stracittà, con Nadia Paddeu e Ignazio Fulghesu, Giunti, 2025
- Giochi per scrivere meglio, Carocci, 2025
- Le avventure di Lupa Marina, Giunti, 2025
- Teatralmente, gioco con lo pseudonimo di Ben Garcia, Ludic, 2025
- RaccontAbile, gioco con lo pseudonimo di Ben Garcia, Ludic, 2025
- con Sara Marconi, Le so tutte, Lapis, 2024